# Loryma
Loryma war eine antike Stadt auf der Karischen Chersones. Gegründet wurde sie im 7. Jahrhundert v. Chr. von Rhodos.

## Siedlung
Die Ruinen der Stadt Loryma liegen am Ende einer 1,8 km tiefen Bucht, an der Südspitze der Bozburun-Halbinsel bzw. Loryma-Halbinsel auf dem türkischen Festland, in Sichtweite der griechischen Insel und Stadt Rhodos.
Die antike Stadt ist mit Ausnahme eines kleinen Bereiches niemals überbaut worden. Bei Forschungen konnte so, dank ihres relativ guten Erhaltungszustandes, der „Stadtplan“ ohne archäologische Ausgrabungen fast vollständig erfasst werden.
Im Umfeld der antiken Siedlung konnten die Reste mehrerer Heiligtümer, einer Nekropole, sowie zahlreicher antiker Gehöfte ausgemacht werden. Somit muss in der Antike die heute nur von maximal zehn, zum Teil auch nur temporär bewohnten Hütten und Restaurants besetzte Bucht und ihre Umgebung vergleichsweise dicht besiedelt gewesen sein.

## Hafenfestung
Die Einfahrt zur Loryma-Bucht wird von einer mächtigen, wohl rhodischen Festung beherrscht. Diese hat eine Länge von etwa 330 Metern bei einer Breite von etwa 36 Metern. Die Mauern haben rundum noch eine Höhe von bis zu acht Metern zur Seeseite und fast zwei Metern zur Landseite hin. Die Mauern sind fest und lückenlos verfugt und noch heute in einem nahezu tadellosen Zustand. 1995 bis 2002 wurden die Ruinen im Rahmen eines unter der Leitung von Winfried Held durchgeführten archäologischen Surveys durch Alexander Herda untersucht.

## Sonstiges
Der Altorientalist Rostislav Oreshko identifiziert die in hethitischen Quellen des 13. Jahrhunderts v. Chr. erwähnte Stadt Attarimma mit einer spätbronzezeitlichen Vorgängersiedlung von Loryma.

Die nächstgelegene antike Siedlung, die bis heute weitgehend unerforscht ist, befindet sich auf dem rund 1,5 km Luftlinie entfernten Asar Dağ.

Loryma ist auch ein Titularbistum der katholischen Kirche.